# Дамрэй
Дамрэй (ранее — Элефан; (кхмер. Chuŏr Phnom Dâmrei, дословно — «Слоновьи горы») — горный хребет, находящийся на юге Камбоджи, в основном, в провинции Кампот.

## Описание
Дамрэй — отдельно стоящая часть гор Кравань, но занимают гораздо меньшую площадь. Наивысшая точка — Боккоу, 1079 м над уровнем моря. Горы расположены недалеко от побережья Сиамского залива и покрыты густым лесом. На западных склонах, подверженных юго-западным муссонам, выпадает 3800-5000 мм осадков в год, в то время как восточные склоны получают лишь 1020—1520 мм.
Горы Дамрэй до 1975 года были основным центром выращивания знаменитого кампотского перца. После окончания длительной гражданской войны, плантации перца медленно восстанавливаются начиная с конца 1990-х.

## Туризм
Национальный парк Бокор занимает верхнюю часть и вершины гор Дамрэй. Власти борются с незаконной вырубкой леса. В парке произрастает большое количество растений, включая редкие виды орхидей, также в парке находятся несколько живописных водопадов.
На вершине горы Боккоу находится заброшенная французская «климатическая станция» Бокор-Хилл, где высокопоставленные французские офицеры отдыхали в жаркое время. В городке находятся церковь и казино, также в заброшенном состоянии.